# 詹天佑铜像及墓
40°21′03″N 116°01′12″E / 40.35083°N 116.02000°E
詹天佑铜像及墓是中国近代铁路工程师詹天佑的铜像和墓，位于北京市延庆区八达岭青龙桥，由中華民國官方興建。文化大革命期間，遭到紅衛兵破壞。在文化大革命結束後重建，1984年被列为北京市文物保护单位。

## 铜像
詹天佑铜像底座上镌刻“詹公天佑之象”，上有詹天佑铜制立像一尊。
1919年4月28日，汉粤川铁路湘鄂线局长颜德庆领衔的有525位中国工程师签名的呈文送到北洋政府交通部。该呈文称：
呈为已故汉粤川铁路督办功在国家，环恳国家从优褒恤事：
窃德庆等服务汉粤川铁路，仰见已故督办詹天佑幼岁重洋负岌，学擅专长，中年国事宣劳，誉彰中外。吾国创办路政垂三十年，举凡轨线之所通，悉赖规模之匡示。京张一路，当创议之始，外洋工程家骇其艰阻，谓非取才异域，鲜克观成。时詹督办总理工务，精心毅力筑通八达岭，跨越居庸关，竟告厥成，泰西专家，群相惊服，声誉远播，环球景佩，丰功伟绩，国家之光。迨调汉粤川铁路督办，其时适丁欧战开始，料贵需广，借款有限，詹督办统筹全局，决就款计工之策，专营湘鄂武长一段，冀收尺寸之功，复因时局影响，款源告竭，艰苦支挂，未偿少怠，始于去冬将武长一段，督促告成，湘鄂交通，群情称便。今春以协约共同管理俄路之议，奉特派赴东会议，扶病遄征，撙俎折冲，中外翕颂。德庆等亲承矩范有年，仰见詹督办忠勤厥职，勇于敢为，接物以诚，自奉克俭，论功绩既为全国所景崇，论道德尤足为末流所矜式。慨其壮岁，为国驰驱，心力交瘁，本原已伤，客秋感，患时邪，兼撄腹疾，淹缠致弱，久未复元，迩因东事疚怀，遂致精神疲惫，返汉就医方四日，竟以积劳病故。
德庆等伏维国家褒功崇德，昭兹令典，并闻钧部追念耆旧，将请大总统明令优恤，彰此殊劳，属在末同深感激。

为此呈请大部，可否并将生平事迹，宣付国史馆立传，更饬京绥路局，指拨附近地点，立祠铸像，以志殊勋而资景仰之处，伏候钧裁。
1919年6月6日，中华工程师学会会长邝孙谋、京绥铁路同人会会长丁士源（京绥铁路局局长）呈请北洋政府交通部并转呈大总统徐世昌，请求在八达岭为詹天佑塑铜像。呈文称：
呈为已故技监功在路务，拟恳转呈大总统，准于在京绥路八达岭建设铜像，并请颁给碑文，以励成劳，而资观感事：

窃维前督办汉粤川铁路二等宝光嘉禾章交通部技监詹天佑，于四月二十四日在汉口差次病故。经湘鄂局局长颜德庆等呈奉钧部指令，以该故技监为国宣劳，历年甚久，工程学术中外同钦，经本部呈准大总统明令优恤；至请饬由京绥路局拨地立祠铸像一节，褒功崇德，公论允孚，应即由路界同人妥筹办法，本部自乐予提倡等因。奉诵之余，同深感仰。伏念该故技监经营路务逾三十年，其创办京张，展筑张绥，尤为平生精力所注。迨量移粤鄂，常至京师，未尝不殷拳属。念文渊老去，尚怀铭柱之乡，令威归来，犹识度辽之路。大辂溯椎轮之始，缔造尤艰；重关通隘塞之途，成劳俱在。本会同人等，或追维旧谊，或跬步前型，群议佥同，敢陈下悃，拟恳钧部据情呈请大总统，准在京绥路八达岭，为该故技监建设铜像，并请特予颁给碑文，借没世之荣，作后来之矜式。良金写范，无穷凭吊之思，贞石摩崖，允赖不刊之典。谨缮具该故监事实清册，暨所编《京张铁路工程纪略附图》及《华英工学字汇》两种，呈祈钧部俯赐鉴核转呈。
上述呈文获北洋政府批准。1922年铜像落成。文化大革命期间，该铜像曾被推倒，后经修复，于1971年归回原位。

## 碑
铜像旁边有碑亭，内有中华民国大总统徐世昌颁给之碑。碑文曰：

故交通部技监、汉粤川铁路督办詹君之碑

海通以来，吾国选派士人，游学东西洋四十余年，项背相望以迄今日。其间，兴教育、修法律、整军政及以一材一艺效用于国家者，多不可偻指数。求其功绩昭著, 坚苦卓绝，为海内外同声赞美，盖未有若詹君者也。君之游美国也，年甫十二，时清同治十二年，为我国派学生出洋之始，至光绪七年毕业始归，其所入学校为美之威士哈芬小学、纽哈芬中学、耶鲁大学，其充教员则为福州船政局、广东博学馆、广东海图水陆师学堂，其充工程司则为天津津芦锦州萍醴新易潮汕各铁路，其充总工程司则为京张张绥川汉粤汉各铁路，最后任汉粤川铁路督办，而以京张路工为尤著。京张路者，自京师达张家口，长三百七十余里，南口以北，冈峦重叠，溪涧纷歧，地险而工艰，出居庸关则八达岭横蔽于前，其上为古长城，峭壁百寻，駴心怵目。君初履勘，拟由石佛寺向西北行，当凿洞六千余尺，其后乃改由东面斜行，就青龙桥施工辟峡，仅凿洞三千五百余尺耳。当是时，君之所携习工程学者仅二人，昼则茧足登山，夜则绘图计工，无一息之安，既而其二人者，或以事他调，议者窃以谓吾国人未有当此任者，君益冥心孤往，不以无助而少弛其志。凡十八月而山洞蒇事，四年而全路告成，开车之日，王公士庶及东西人士观者数万，咸啧啧叹为前古所未有。时予方任邮传部尚书，亲睹其盛事，实君生平莫大之荣誉也。君之督办汉粤川铁路也，国人以所信君于京张者，策功之必成，日夕跛望，君已先成湘鄂之武长一路，及汉宜路之首段，而君遽以民国八年四月二十四日殁于汉上。年五十有九，其遗呈三事，语不及私，知与不知。罔不嗟悼。铁路同人请于八达岭立祠铸像，以志景行，予故举其荦荦大者，著之于碑，以昭邦人，而风异世。君名天佑，字眷诚，广东南海人，所著有京张铁路工程纪略及图各一卷。铭日：

蘩昔轮舆，冬官所掌，知者创物，制器尚象。

泰西新术，凌越先民，鼓铸风火，千里比邻。

君以弱龄，遨游海外，撷精抉微，超然神会。

十载学成，眷言宗邦，呈材司契，并世无双。

神京西北，逶迤原隰，飞梁穴山，雷殷电翕。

君之始事，中外危疑，及其成功，鬼设神施。

众归君能，异喙交誉，君则擅谦，萧然无与。

楚材用晋，客卿入秦，惟君觥觥，吾国有人。

川粤万里，经营伊始，周道四辟，冀昭同轨。

命则有终，名则不磨，勒词贞石，永镇山阿。

中华民国八年七月

大總統　徐世昌　作

## 墓
中华民国大总统徐世昌亲自为詹天佑治丧，指示其灵柩南下返乡安葬期间，沿途军警妥为照料。后来詹天佑家人因念及其生前曾说“梦魂所寄，终不忘京张”，又曾表示愿终老北京，遂改移灵北上，1921年将其灵柩安葬于北京海淀万泉庄。1926年，詹天佑的妻子谭菊珍逝世，与詹天佑合墓。 
文化大革命期间，詹天佑夫妇墓遭到紅衛兵损毁，遺體被挖出。1982年5月20日，中华人民共和国铁道部、北京铁路局和中国铁道学会等单位将詹天佑及其妻子谭菊珍的骨灰迁葬于詹天佑铜像后的新墓中，并举行了迁葬仪式。 这座新墓是由北京铁路局虞献南设计建成的。墓冢由花岗石砌成，下为方形，上有一半球形，冢的前立面刻徐之谦手书的汉隶金字“詹天佑先生之墓”。冢后是一块花岗岩镶边的黑色大理石卧碑，上刻詹天佑生平。
詹天佑先生生平
詹天佑先生是我国杰出的工程师，广东南海人，生于一八六一年四月二十六日，十二岁时考取清政府的幼童出洋预备班赴美留学，一八七八年入美耶鲁大学专攻铁路工程，一八八一年毕业回国后在福州船政学堂任教习。一八八八年起至一九一九年四月二十四日逝世止，先生一直从事铁路建设工作，先后在津塘（天津－塘沽）、津芦（天津－芦台）、关内外（山海关－锦州、营口）、萍醴（萍乡－醴陵）、新易（今高碑店－梁各庄）、京张（北京－张家口）、粤汉、汉粤川等十条铁路上，担任工程师、总工程师、总办、督办、技监等职，为我国铁路建设事业作出了重大贡献，特别是先生主持修建京张铁路时，不顾帝国主义分子及其奴才们的阻挠诽谤，在工程艰巨、设备缺乏的严重困难条件下，以其渊博的知识与精湛的技术，依靠我国技术人员和工人们的智慧与力量，终于用四年时间，第一次由我国自己的工程师建成了这条铁路，这对当时深受苦难的中国人民是很大的鼓舞。
詹天佑先生逝世后葬于北京海淀万泉庄，为了纪念这位杰出的爱国的对我国铁路建设事业作出重大贡献的工程师，中华人民共和国铁道部、北京铁路局和中国铁道学会，于一九八二年五月二十日，将詹天佑先生及夫人谭菊珍女士骨灰移葬于居庸关下青龙桥车站先生铜像之后，背靠雄伟的长城，面对先生设计修建的八达岭隧道和“之”字形线路，先生的伟大精神与创造才能，将与世长存。

一九八二年五月二十日立